# Cephalanthera longifolia
Vous lisez un « article de qualité » labellisé en 2021.
Espèce
Statut CITES
Statut de conservation UICN

 LC  : Préoccupation mineure
Cephalanthera longifolia, la Céphalanthère à feuilles étroites, Céphalanthère à longues feuilles ou Céphalanthère à feuilles en épée, est une espèce de plantes à fleurs de la famille des Orchidaceae (les orchidées) et du genre Cephalanthera.
Cette plante terrestre, haute de 20 à 60 cm, est caractérisée par de longues feuilles alternes disposées symétriquement et par des inflorescences en épi lâche aux fleurs blanches, dont le labelle teinté de jaune est divisé en deux ensembles distincts. La fleur donne l'impression qu'elle n'est pas totalement épanouie. Elle se distingue de ses congénères, et particulièrement de l'espèce type Cephalanthera damasonium dont elle est proche, par sa couleur d'un blanc laiteux et la taille réduite de ses bractées.
Il s'agit d'une Orchidée vivace alternant entre une période de repos hivernale et une période de végétation printanière, et fleurissant en fin de printemps. Que ce soit pour sa germination, le développement de sa plantule, mais également — ce qui est plus rare — lors de son développement photosynthétique, la Céphalanthère à feuilles étroites est en symbiose avec des champignons, principalement des Thelephoraceae et quelques Helotiales, qui lui apportent les nutriments nécessaires disponibles dans la sève élaborée des arbres environnants.
L'espèce attire les insectes grâce à son labelle orné de crêtes jaunes à orangées qui miment le pollen de la Ciste à feuilles de Sauge séduisant spécifiquement de petites abeilles solitaires des genres Halictus et Lasioglossum, qui transporteront les pollinies collées sur leur thorax et ainsi polliniseront et féconderont les fleurs. En l'absence de la plante mimée et de sa cohorte d'insectes, la Céphalanthère à feuilles étroites est une entomophile plus généraliste, quoique moins efficace.
Plante des milieux secs et calcaires du paléarctique, C. longifolia montre deux faciès écologiques différents : un faciès d'espèce pionnière formant de belles populations sur le bassin méditerranéen et en Asie, appréciant les forêts calcinées, les vieilles carrières, les pinèdes de dune et même les parcs urbains et les anciennes décharges ; et un autre faciès formant des populations plus clairsemées à l'ombre des anciennes forêts de Chênes et de Hêtres d'Europe du Nord ainsi que dans leurs ourlets. Dans cette dernière configuration, l'espèce se raréfie et est protégée dans quelques régions du Nord de la France ainsi qu'en Belgique.

## Taxonomie
En 1753, à partir de spécimens récoltés au Danemark, le Suédois Carl von Linné décrit cette plante selon sa méthode binominale comme la variété longifolia de Serapias helleborine, qui est rapidement élevée au rang d'espèce en 1759 par l'un de ses élèves compatriote, Isaacus Grufberg, sous le nom Serapias longifolia. L'ouvrage monumental à la base de la botanique moderne Systema naturae est de nombreuses fois réédité tout au long du XVIIIe siècle, la douzième et avant-dernière édition de 1767 donnant pour la première fois une définition véritablement formelle de la plante. Le genre Serapias est alors d'une définition très différente de l'actuelle et comprend essentiellement S. helleborine et S. lingua.
En 1757, l'Allemand Johann Gottfried Zinn crée le genre Epipactis avec pour espèce type Epipactis helleborine, mais il faut attendre 1785 pour que le Piémontais Carlo Allioni insère l'espèce dans ce genre. En 1888, l'Autrichien Karl Fritsch publie ses travaux sur le genre Cephalanthera, qu'il distingue des Epipactis par l'absence de pédoncule et leur ovaire tordu avec pour espèce type Cephalanthera damasonium, et dans lequel il inclut la très proche C. longifolia.
Au XXe siècle, les botanistes français Gaston Bonnier et Hippolyte Coste considèrent que le nom correct de cette plante est Cephalanthera ensifolia, un taxon décrit en 1784 par le Suédois Johan Andreas Murray, élève de Carl von Linné, sous le nom Serapias ensifolia et synonymisé au XIXe siècle. Cependant, le code de nomenclature botanique imposant la règle de priorité à l'ancienneté, c'est le nom de Linné qui prévaut aujourd'hui,.

### Synonymie
Cephalanthera longifolia a pour synonymes :
- Cephalanthera acuminata Ledeb.[7],[9],[8]
- Cephalanthera acuminata Lindl.[7]
- Cephalanthera alpicola Fukuy.[8]
- Cephalanthera angustifolia Simonk., 1886[9],[8]
- Cephalanthera conferta (B.Baumann & H.Baumann) Kreutz[8]
- Cephalanthera elegans Schltr.[8]
- Cephalanthera ensifolia (Murray) Rich., 1818[9],[8]
- Cephalanthera ensifolia var. acuminata (Lindl.) Tang & F.T. Wang[7]
- Cephalanthera grandiflora Gray[8]
- Cephalanthera lonchophylla Rchb.f.[8]
- Cephalanthera longifolia f. conformis Suetsugu & H.Hayak.[8]
- Cephalanthera longifolia subsp. conferta B.Baumann & H.Baumann[8]
- Cephalanthera longifolia var. rosea Perko[8]
- Cephalanthera mairei Schltr.[7],[8]
- Cephalanthera maravignae Tineo[8]
- Cephalanthera pallens Rich.[8]
- Cephalanthera shizuoi F.Maek.[8]
- Cephalanthera taiwaniana S.S.Ying[8]
- Cephalanthera thomsoni Rchb. f.[7],[8]
- Cephalanthera xiphophyllum (L.f.) Rchb.f., 1851[9],[8]
- Epipactis ensifolia F.W.Schmidt, 1791[9],[8]
- Epipactis grandiflora All., 1785[9],[8]
- Epipactis grandiflora (L.) Sm.[8]
- Epipactis longifolia (L.) All.[8]
- Epipactis pallens Sw.[8]
- Epipactis pallida Sw.[8]
- Epipactis xiphophylla (Ehrh. ex L.f.) Sw.[8]
- Helleborine longifolia (L.) Moench[8]
- Limodorum acuminatum (Lindl.) Kuntze[7],[8]
- Limodorum grandiflorum (L.) Kuntze[8]
- Limodorum longifolium (L.) Kuntze, 1891[9],[8]
- Serapias alba (Crantz) Salisb.[8]
- Serapias ensifolia J.S. Murray[7],[9]
- Serapias ensifolia (L.f.) Murray[8]
- Serapias grandiflora L.[8]
- Serapias helleborine var. longifolia L.[7],[9],[8]
- Serapias lonchophyllum L.f.[8]
- Serapias longifolia Huds.[7],[9]
- Serapias nivea Vill.[8]
- Serapias pallida Wahlenb.[8]
- Serapias palustris Salisb., 1796[9]
- Serapias xiphophyllum Ehrh. ex L.f.[8]
- Serapias xiphophyllum L.f., 1782[9]

### Étymologie
Le nom de genre « Cephalanthera » provient du grec ancien képhalé (« tête »), et anthêra (« anthère »), une allusion à la forme arrondie de l'anthère. Quant à son épithète, « longifolia », elle vient du latin longus (« long ») et folia (« feuille ») par référence à la forme de ses feuilles. Pour la même raison, tout au long des XIXe et XXe siècles, l'espèce est également connue sous les noms « C. ensifolius », du latin ensis (« glaive »), et C. xiphophyllum, du grec ancien ξίϕος, xiphos (« épée ») et φῦλον, phûlon (« tribu »),.

### Noms vulgaires et vernaculaires

#### En français
En français, l'espèce est désignée par ses noms vulgarisés et normalisés « Céphalanthère à feuilles en épée », « Céphalanthère à feuilles étroites », « Céphalanthère à longues feuilles » et, de façon plus secondaire, « Céphalanthère à feuilles longues »,,.

#### Dans les autres langues
L'espèce reçoit diverses appellations dans les autres langues.
En albanais :
- cefalanterë

En allemand :
- Langblattwaldvögelein
- langblättriges Waldvögelein
- Schmalblattwaldvögelein
- Schwertblattwaldvögelein
- schwertblättriges Waldvögelein

En anglais :
- long-leaved helleborine
- narrow-leaved helleborine
- sword-leaved helleborine

En bulgare :
- дълголистен главопрашник

En catalan :
- curraià blanc

En chinois :
- 头蕊兰 (tóu ruǐ lán)

En croate :
- dugolisna naglavica
- okrotice dlouholistá

En danois :
- sværd-skovlilje

En espagnol :
- cefalantera blanca
- cefalantera de hoja grande
- gallos

En estonien :
- valge tolmpea

En finnois :
- miekkavalkku

En grec :
- Κεφαλάνθηρο το μακρόφυλλο (Kefalánthiro to makrófyllo)

En hébreu :
- סַחְלְבַן הַחֹרֶשׁ (sachlevan hachoresh)

En hongrois :
- kardos madársisak

En irlandais :
- cuaichín caol

En italien :
- cefalantera maggiore
- elleborine bianca

En letton :
- garlapu cefalantēra

En lituanien :
- kardalapis garbenis

En néerlandais :
- wit bosvogeltje

En norvégien :
- kvit skogfrue

En polonais :
- buławnik mieczolistny

En roumain :
- buruiana de junghiuri
- buruiană de junghiuri

En russe :
- пыльцеголовник длиннолистный

En slovaque :
- prilbovka dlholistá

En slovène :
- dolgolistna naglavka

En suédois :
- svärdsyssla
- vit skogslilja

En turc :
- kurtkuşçuğu

En ukrainien :
- булатка довголиста

## Systématique
- Genre Cephalanthera
  - C. rubra
    - C. falcata
      - C. epipactoides
      - C. kurdica
        - 
          - C. austiniae
          - C. longibracteata

        - 
          - C. damasonium
          - C. longifolia

La totalité des études phylogénétiques montre que le genre Cephalanthera est monophylétique, c'est-à-dire qu'il forme un ensemble cohérent d'espèces ne comprenant qu'un seul ancêtre commun, C. longifolia et C. damasonium ayant entre elles des liens plus étroits qu'avec C. rubra. Cependant, ces études se concentrent majoritairement sur ces trois espèces, l'analyse la plus complète ne comprenant que huit espèces, sur les vingt-six — y compris six hybrides — acceptées par Plants of the World Online.
Alors que la taxonomie européenne et méditerranéenne du genre Cephalanthera est plus ou moins stabilisée, celle du continent asiatique est encore versatile et nombre de descriptions voient encore le jour quand d'autres noms sont synonymisés, rétrogradés au rang de sous-espèce ou de variété ou élevés au rang d'espèce.

## Description

### Appareil végétatif
Il s'agit d'une plante élancée et glabre mesurant 20 à 60 cm de haut. Son rhizome rampant est court et prolongé par des racines longues et fines. La tige, mince à quelque peu robuste, possède cinq à sept feuilles, dressées et disposées de façon alterne sur un même plan (disposition distique), rigides, divergentes, obliquement ascendantes, vert vif. Longuement lancéolées et étroites (environ 1,5 cm de large), elles forment une gaine autour de la hampe florale et sont trois à cinq fois plus longues que les entre-nœuds,.

Appareil végétatif
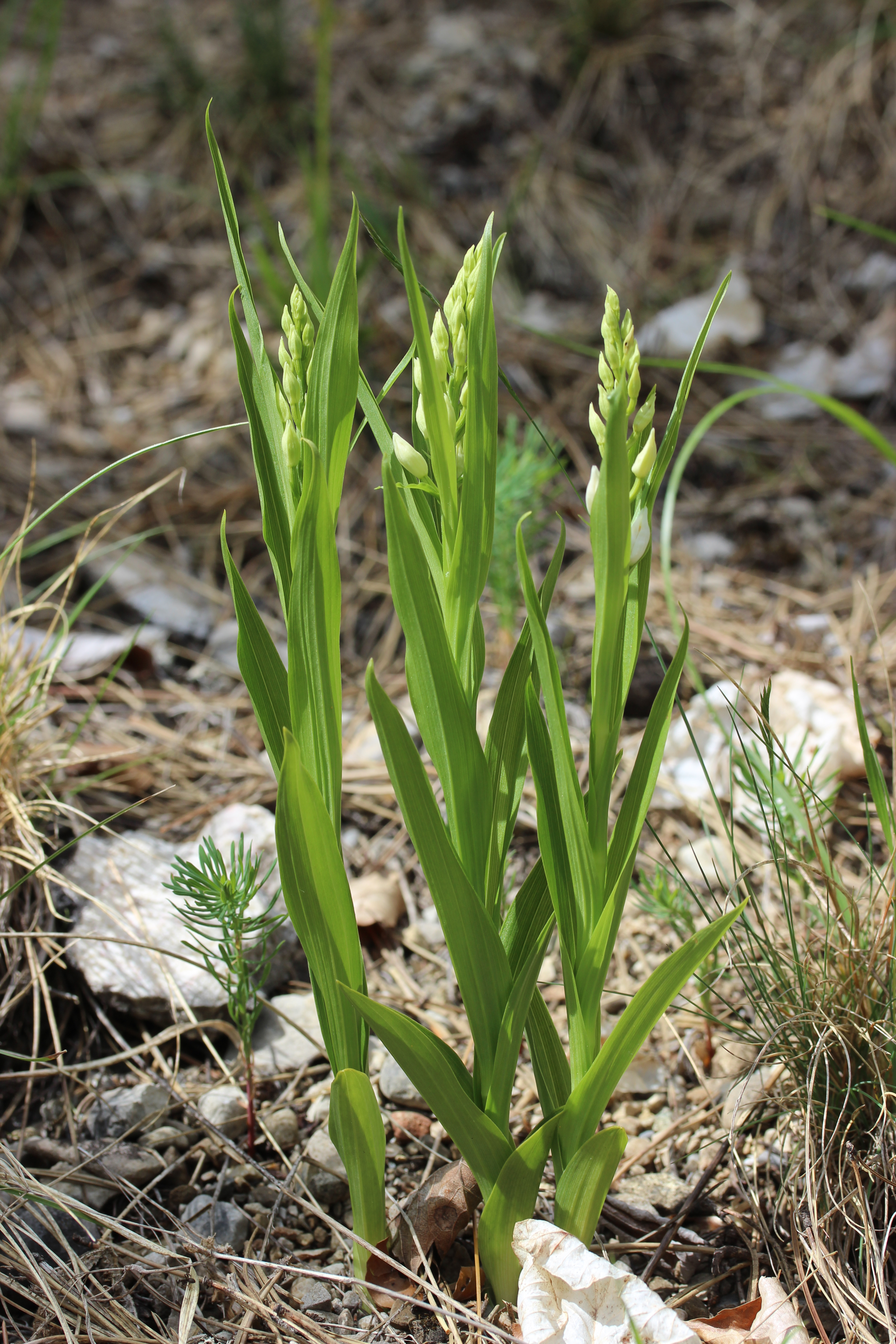
Jeunes plants et boutons floraux.
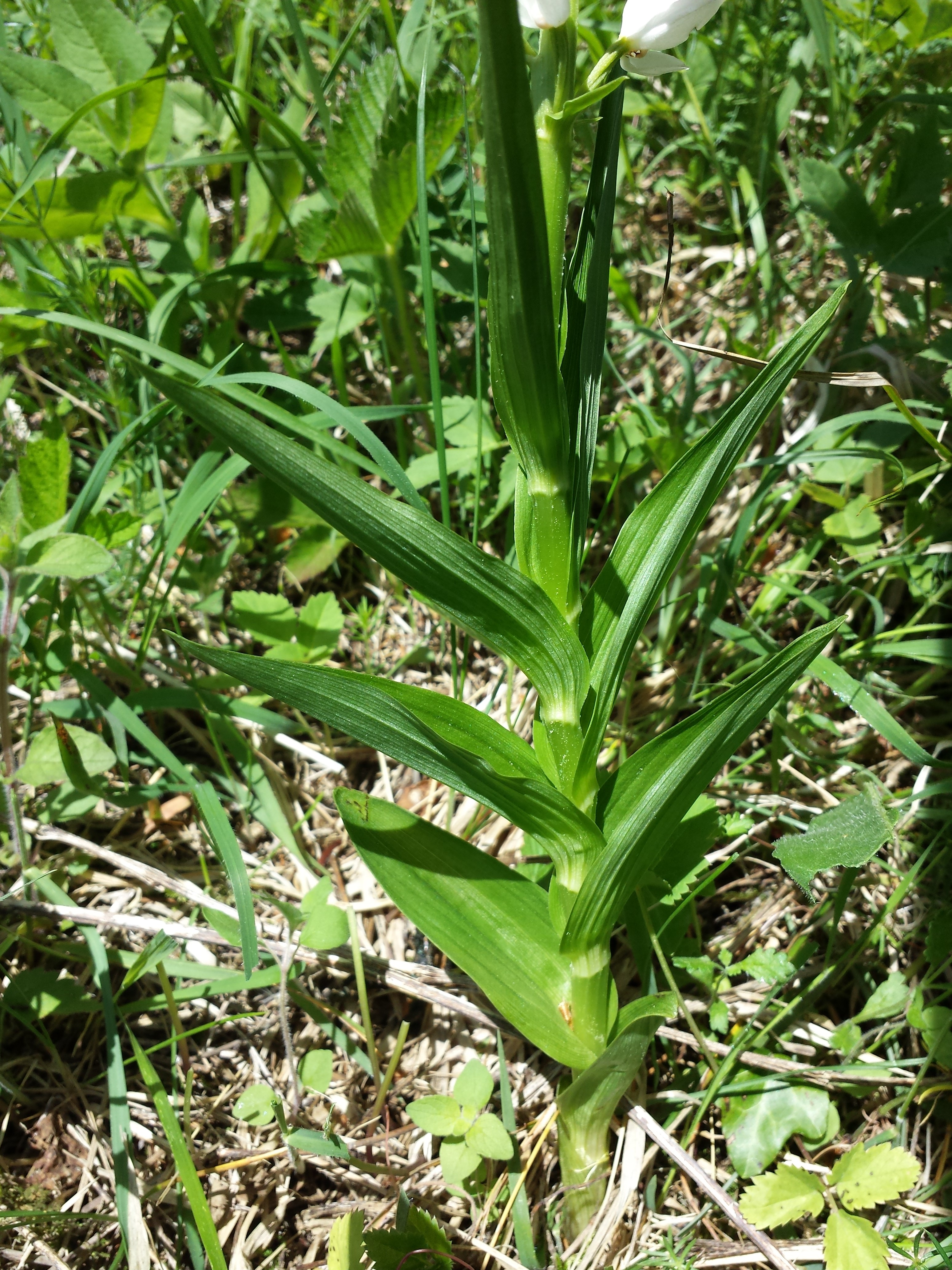
Disposition distique.
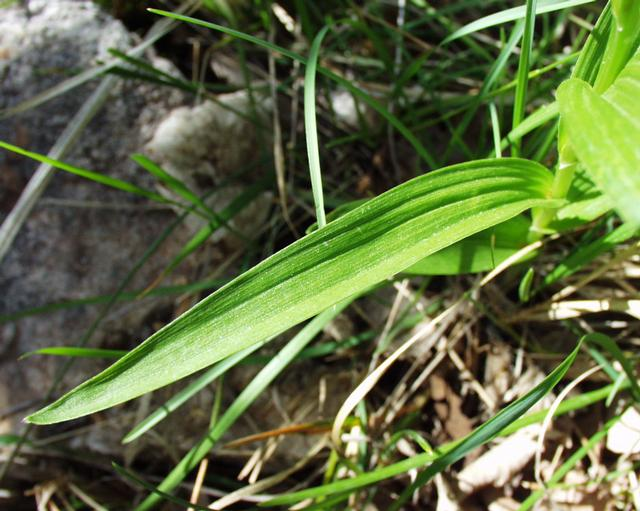
Feuille lancéolée et étroite.
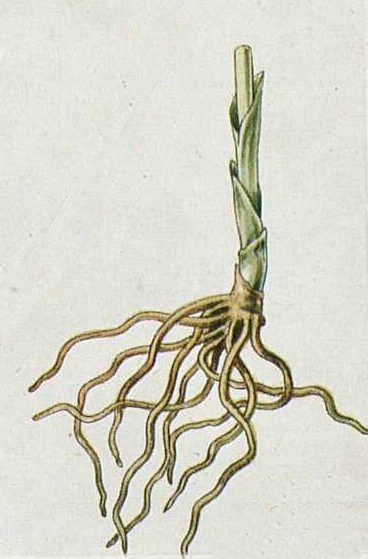
Parties souterraines.

### Appareil reproducteur
Son inflorescence forme un épi dense et lâche, long de 15 à 30 cm, composé de 6 à 18 fleurs d'un blanc laiteux, dépassant longuement ses petites bractées foliacées membraneuses. Le périanthe montre des divisions extérieures lancéolées aiguës et intérieures elliptiques obtuses. Les pétales sont plus courts que les sépales. Le labelle, plus court que les sépales latéraux, consiste en une partie apicale, l'épichile, et une partie basale, l'hypochile. Ce dernier, en forme de coupe, présente des crêtes longitudinales jaunes à orangées et ne comporte pas d'éperon. Sa partie basale est soudée au gynostème qui est assez long, dressé et légèrement incurvé vers l'avant. L'anthère, massive et ellipsoïdale, porte par en dessous des pollinies aux grains de pollen lâches. Le stigmate est dressé et trilobé. L'ovaire est glabre et tordu. Malgré l'importante taille des fleurs, l'ouverture est relativement étroite,.
Le fruit est une capsule elliptique mesurant de 1,7 à 2 cm de long pour 0,6 à 0,8 cm de large, formée à partir d'un ovaire tordu et composé de milliers de minuscules graines entourées d'une testa allongée.

Appareils florifère et fructifère
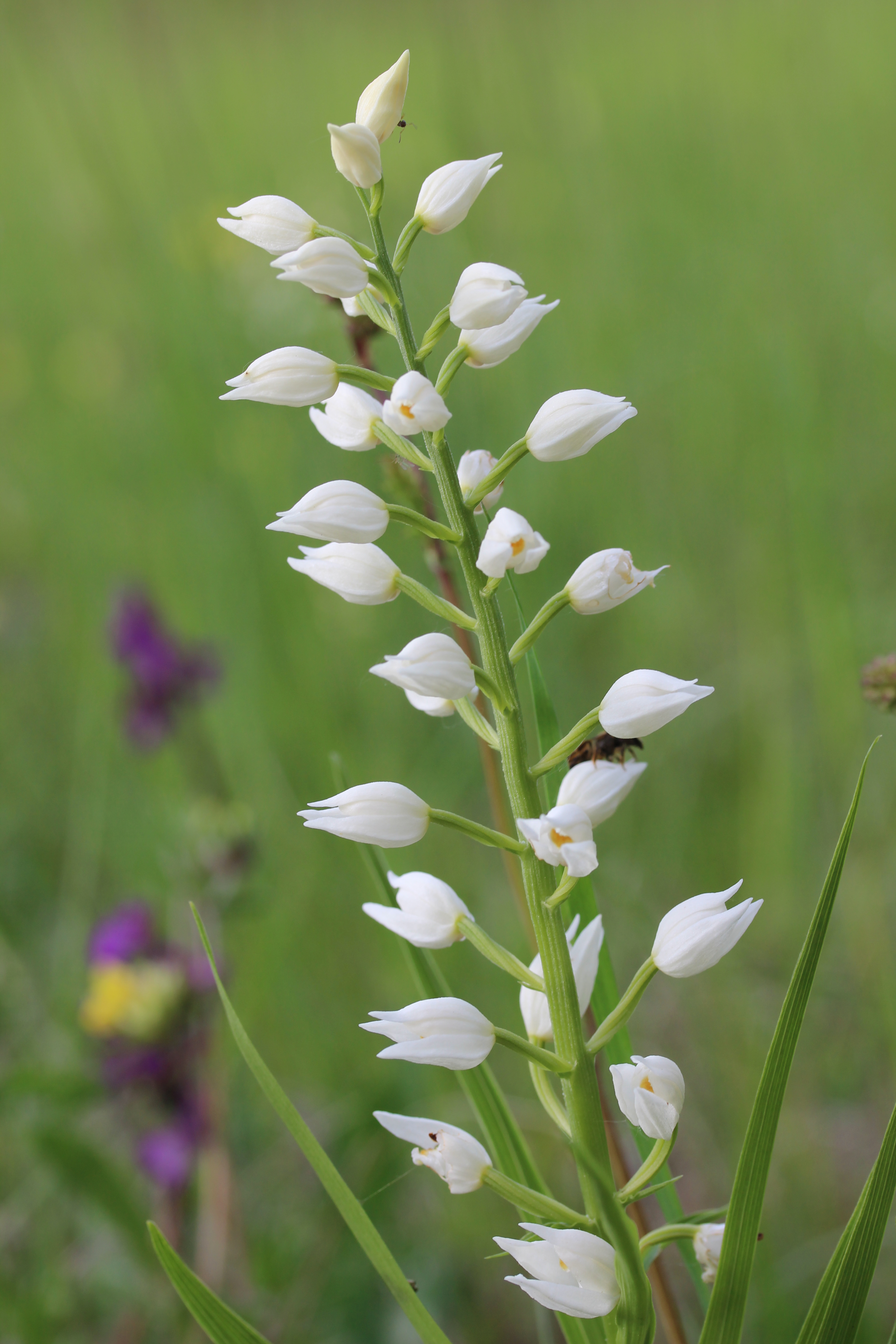
Inflorescence.
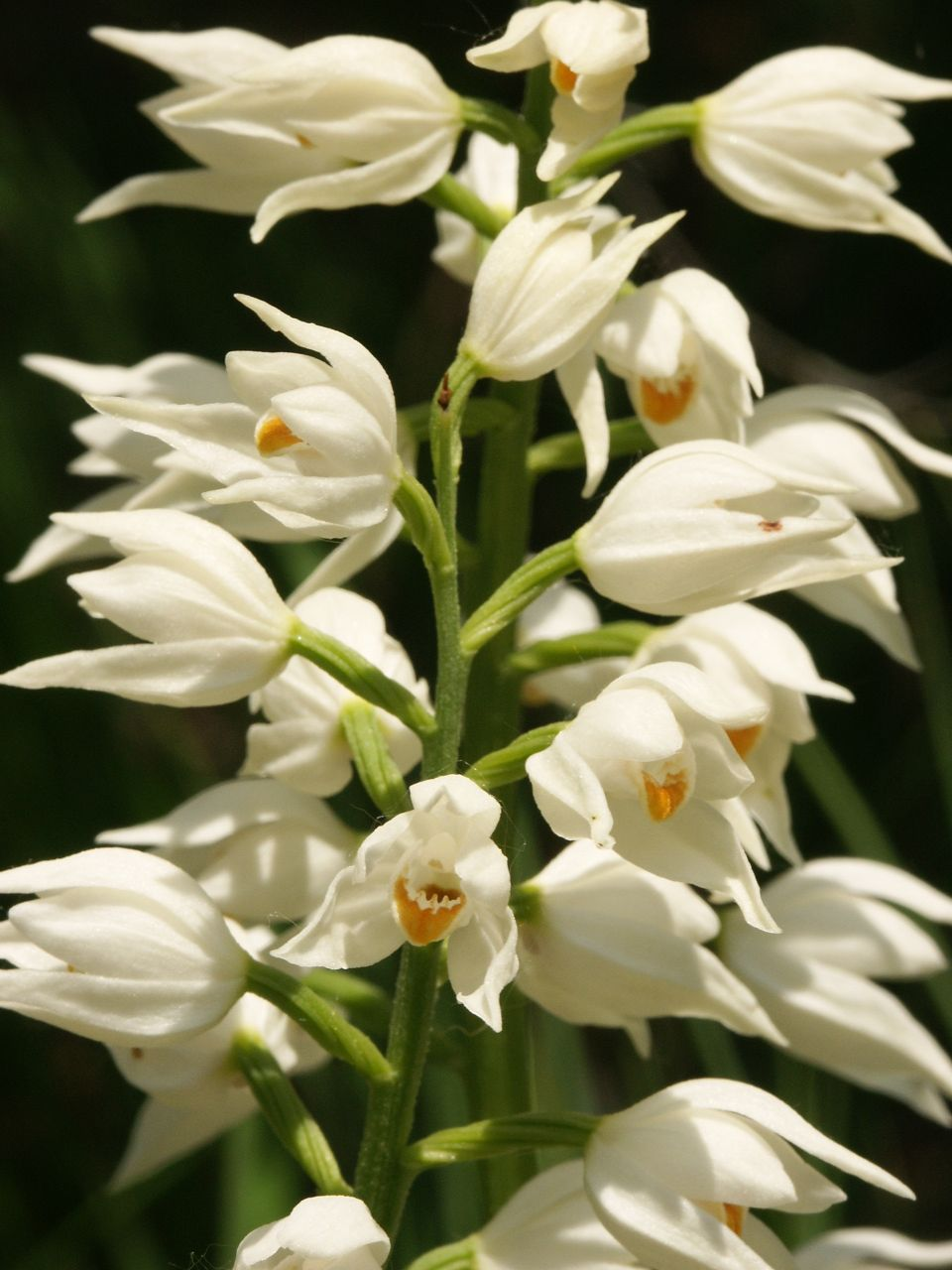
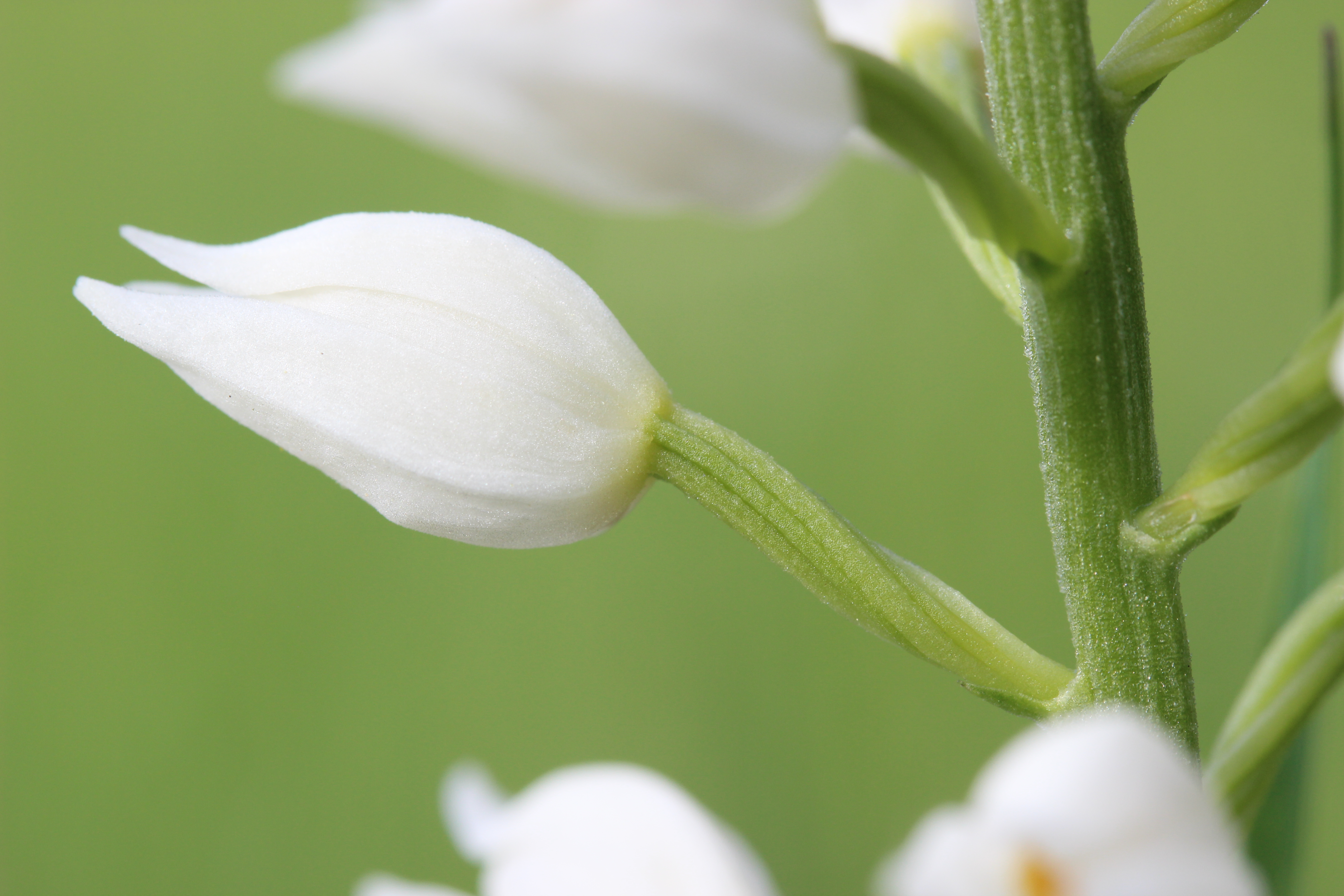
Fleur de profil et son ovaire tordu.
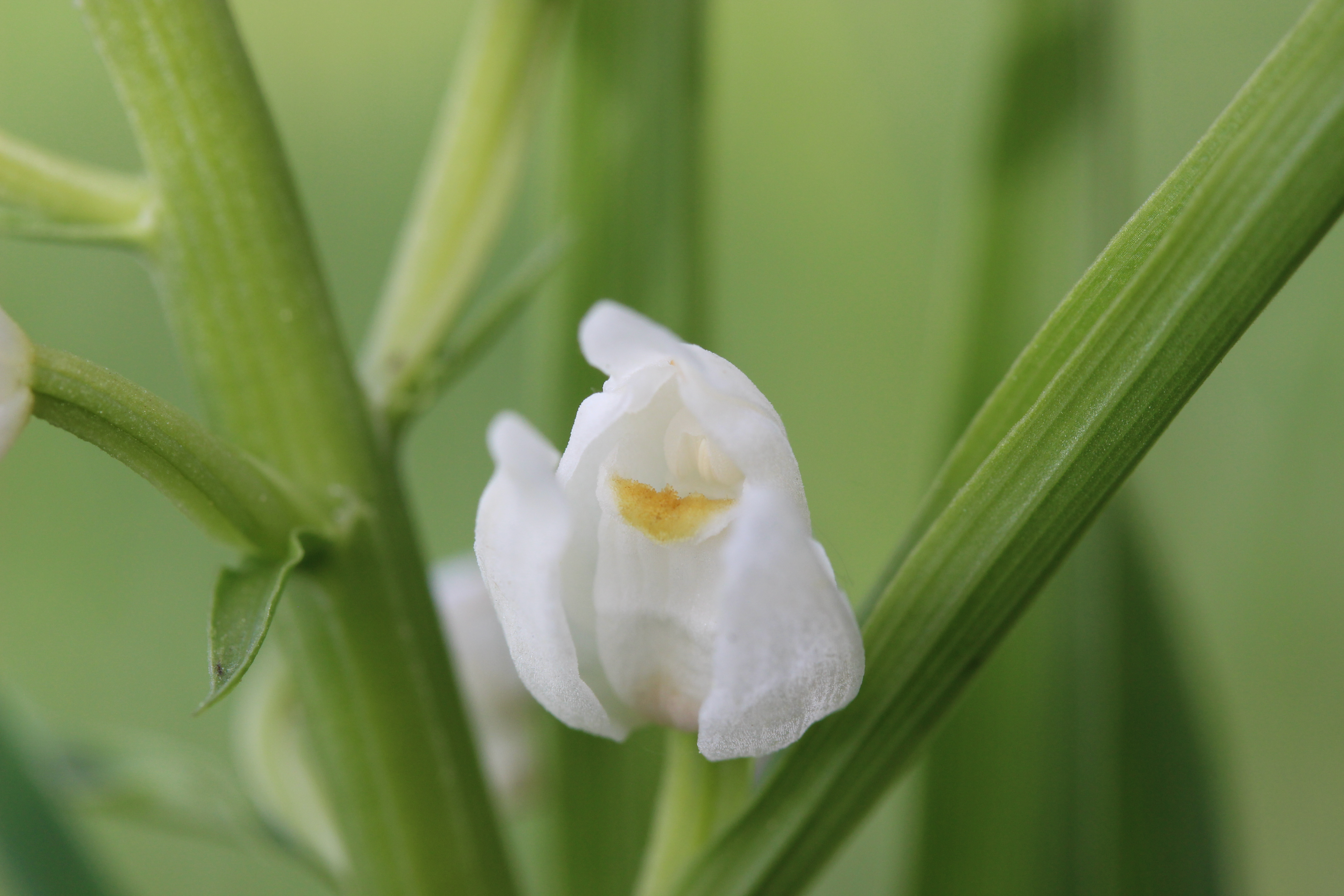
Fleur et petite bractée.
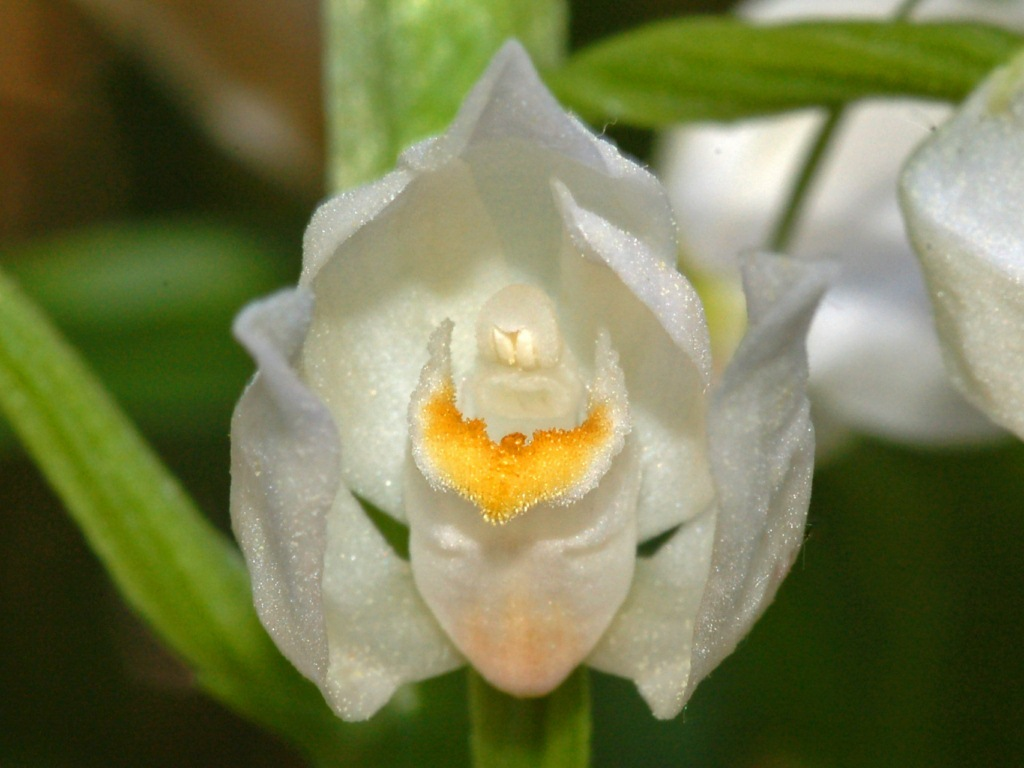
Fleur ouverte, dont le labelle orné d'orangé est bien visible.
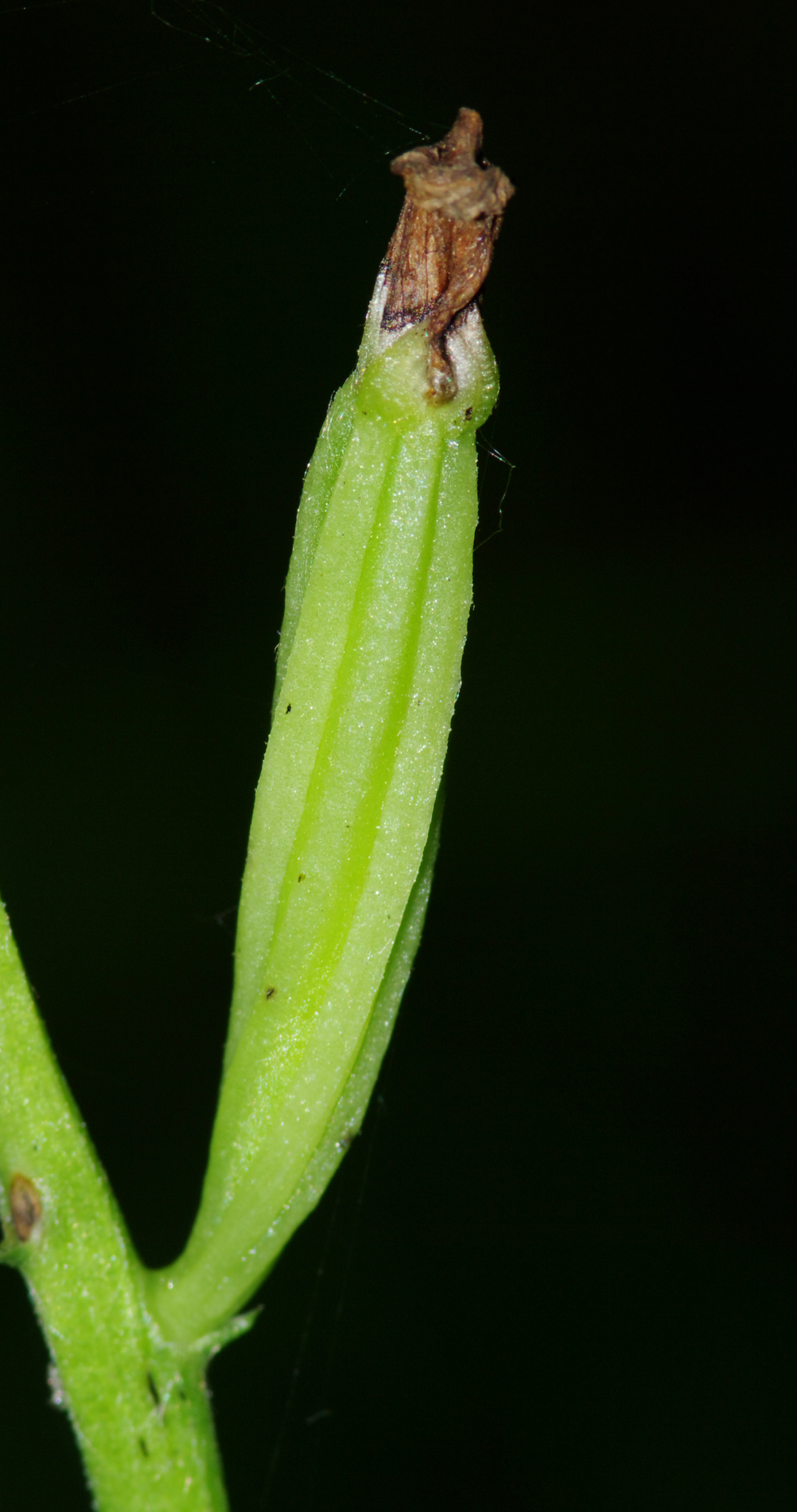
Fruit immature.
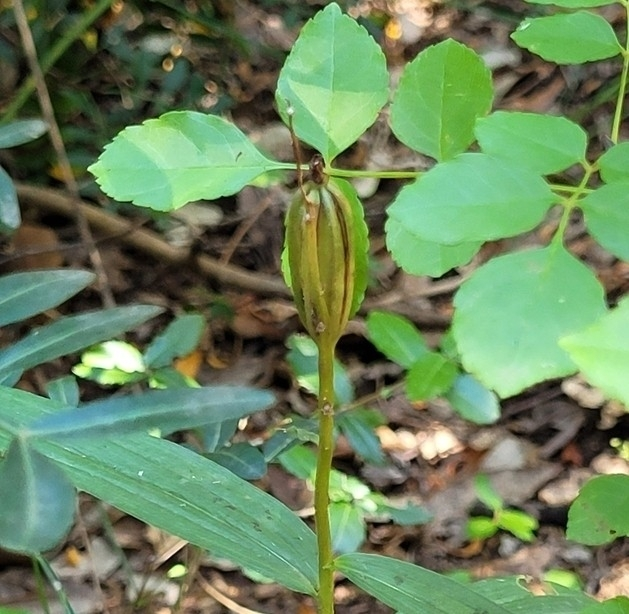
Fruit mature.
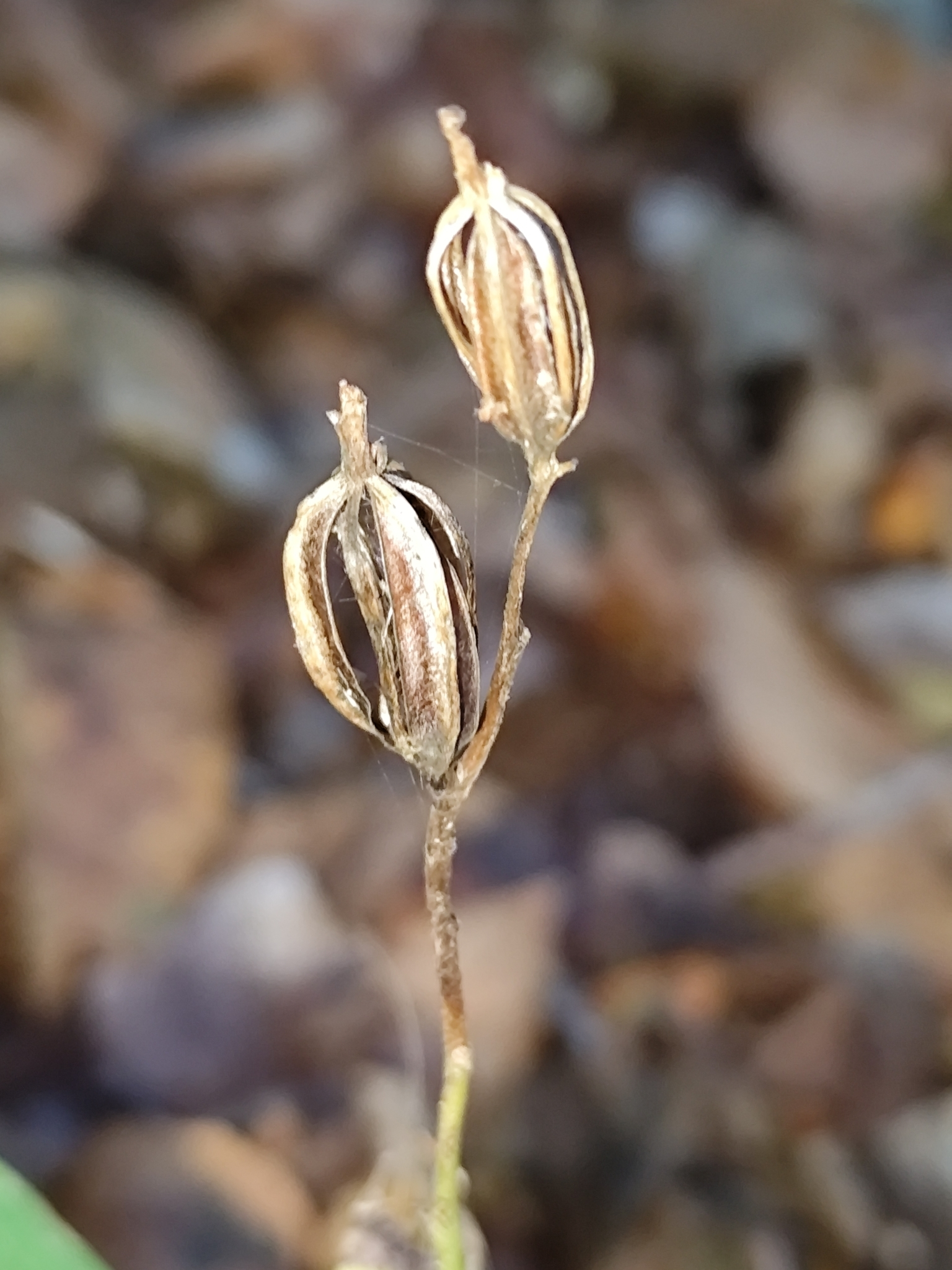
Fruits sénescents.

### Variabilité
Une étude génétique reposant sur 147 échantillons récoltés sur l'ensemble du Paléarctique, de l'Écosse à la Chine, a détecté huit haplotypes différents de Cephalanthera longifolia se regroupant en trois entités distinctes : une européenne composée de quatre haplotypes dont un continuellement présent jusqu'en Iran, une deuxième entité présente en Iran et en Jordanie, et une dernière présente en Chine et au Népal. Les échantillons moyen-orientaux et asiatiques présentent des haplotypes difficilement comparables avec les européens, ce qui indique une variabilité génétique importante de cette espèce. Comme l'ensemble de ses congénères, C. longifolia est considérée comme stable en Europe, mais très variable au Japon. La variabilité européenne se limite à des doubles inflorescences, des fleurs jaunes ainsi qu'à des plantes sans chlorophylle :
- Cephalanthera longifolia var. longifolia ;
- Cephalanthera longifolia var. latifolia (Maire) D. Rivera & Lopez Velez 1987[7],[22] : variété à feuilles larges ;
- Cephalanthera longifolia var. citrina[23], également considérée comme une forme et nommée C. longifolia f. citrina et synonyme de C. longifolia f. ochroleuca[21] : variation rare aux fleurs jaunes ;
- Cephalanthera longifolia f. albiflora[21] : forme albinos sans chlorophylle due à la capacité mycohétérotrophe de la plante.

### Confusions

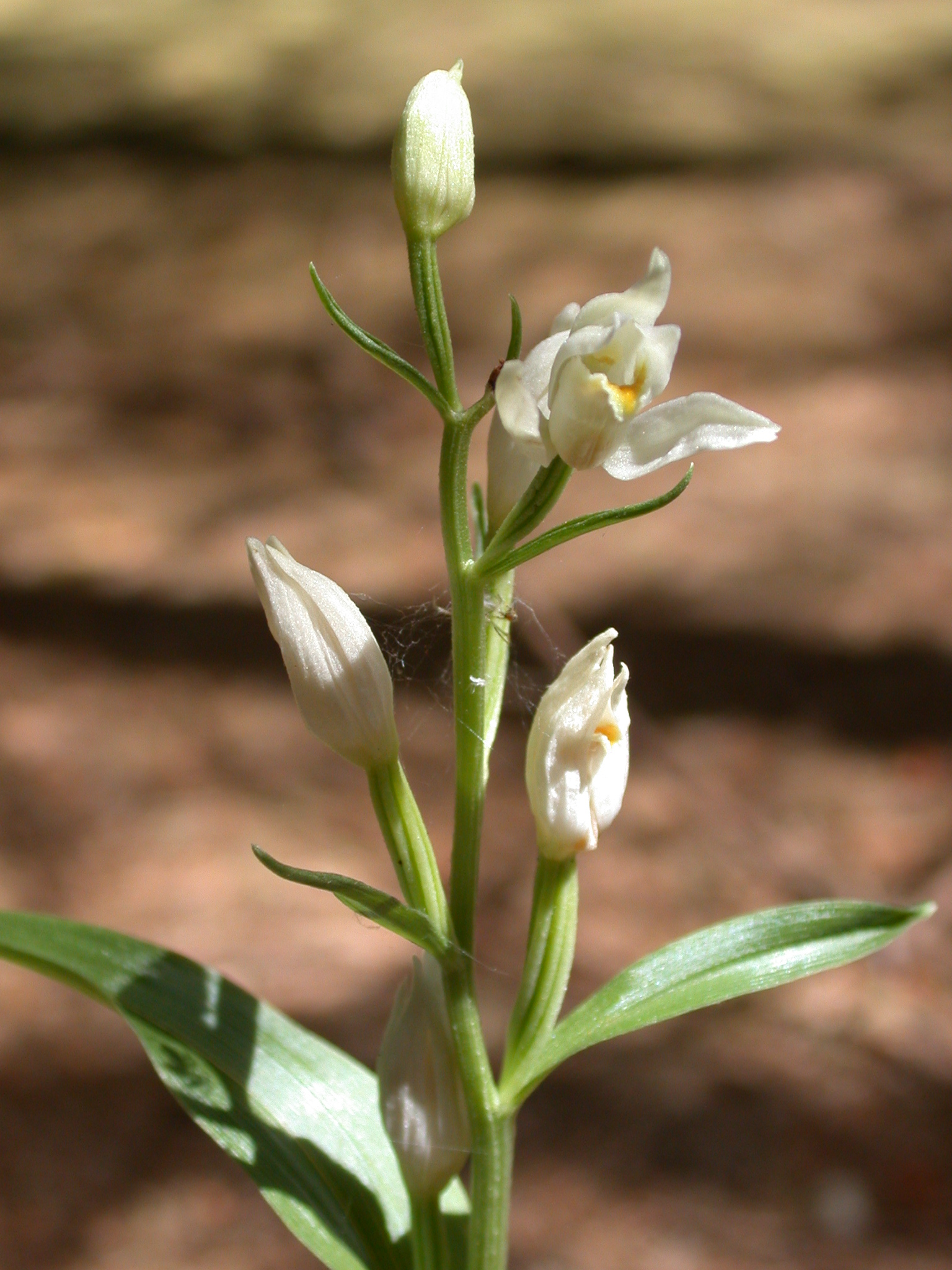
Cephalanthera damasonium, aux bractées plus longues et aux fleurs fermées.

Parmi les orchidées européennes, les Céphalanthères se caractérisent par leurs nombreuses feuilles bien développées à nervures parallèles, par des bractées petites, un périanthe à cinq divisions libres et par un labelle divisé par un étranglement transversal en deux parties nommées hypochile et épichile, dont la première ne produit pas de nectar.
Au sein des Cephalanthera, C. longifolia se distingue par ses fleurs d'un blanc laiteux et ne peut se confondre qu'avec la Céphalanthère de Damas, dont les bractées sont plus longues et les fleurs blanc crème restent le plus souvent fermées,.
C. longifolia peut s'hybrider avec ses consœurs Cephalanthera rubra et C. damasonium, mais ces croisements restent très rares. Il existe également un hybride espagnol avec Orchis mascula subsp. laxifloriformis, nommé × Cephalorchis sussana et décrit en 2009, et un hybride originaire du Caucase avec Cephalanthera caucasica, décrit en 2003 sous le nom Cephalanthera × renzii.

## Biologie

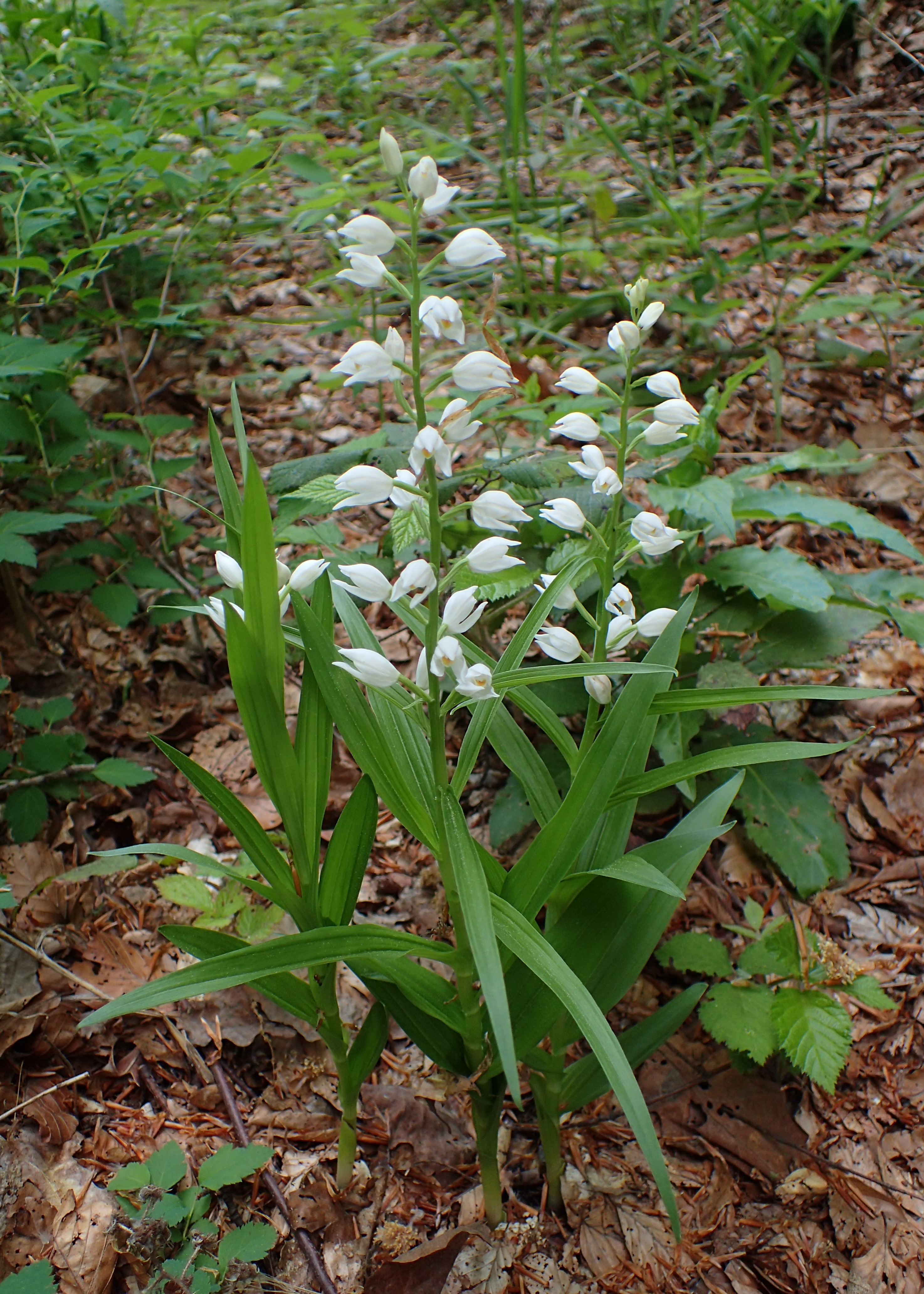
Développement végétatif.

Cephalanthera longifolia est une plante vivace, géophyte à rhizome. Son cycle de vie comporte une période de repos automnale et hivernale sous forme de bourgeon souterrain, suivie par une période de végétation printanière et estivale. Cette dernière phase se caractérise par l'émergence des organes aériens et leur développement jusqu'à la floraison et la fructification, qui a lieu entre septembre et octobre. La plante pousse la plupart du temps en solitaire mais peut, après quelques années, développer une reproduction végétative grâce à son rhizome et pousser en touffe de deux ou trois individus.
Sa période de floraison s'étale d'avril à juin en France, de mai à juin en Suisse et en Chine, jusqu'en août dans l'Himalaya en Inde. Au Royaume-Uni, une étude se basant sur les herbiers des musées d'histoire naturelle montre une floraison de début mai à fin-juin, les dates étant avancées lors des printemps secs et retardées lors des printemps humides. Une augmentation de 1 °C au-dessus des normales saisonnières se traduit par une avance de floraison de 8,6 jours, un automne humide semble favoriser une belle floraison printanière. En cas de trop forte sécheresse ou de gel tardif printanier, les boutons floraux brulent, sèchent et tombent de la plante, ne laissant que l'appareil végétatif et, si les conditions abiotiques deviennent défavorables, l'espèce peut entrer dans une phase de dormance souterraine pouvant durer jusqu'à trois ans.

### Dissémination des graines
Le fruit est une capsule tordue dont la paroi se partage en trois bandes larges et trois bandes plus fines. Ces dernières étant redressées lors du séchage par la détorsion de la capsule, le vent dissémine les minuscules graines dont l'enveloppe nommée « testa » est allongée, ce qui lui confère une meilleure portance. Semblable à celle des autres Orchidées, la stratégie de la plante repose entièrement sur une dispersion massive : ses graines sont extrêmement nombreuses. Charles Darwin a calculé qu'une seule capsule de C. longifolia était capable de produire plus de 6 000 graines. La contrepartie est qu'elles ne contiennent aucune réserve,.

### Développement
Pour un article plus général, voir Mycohétérotrophie.

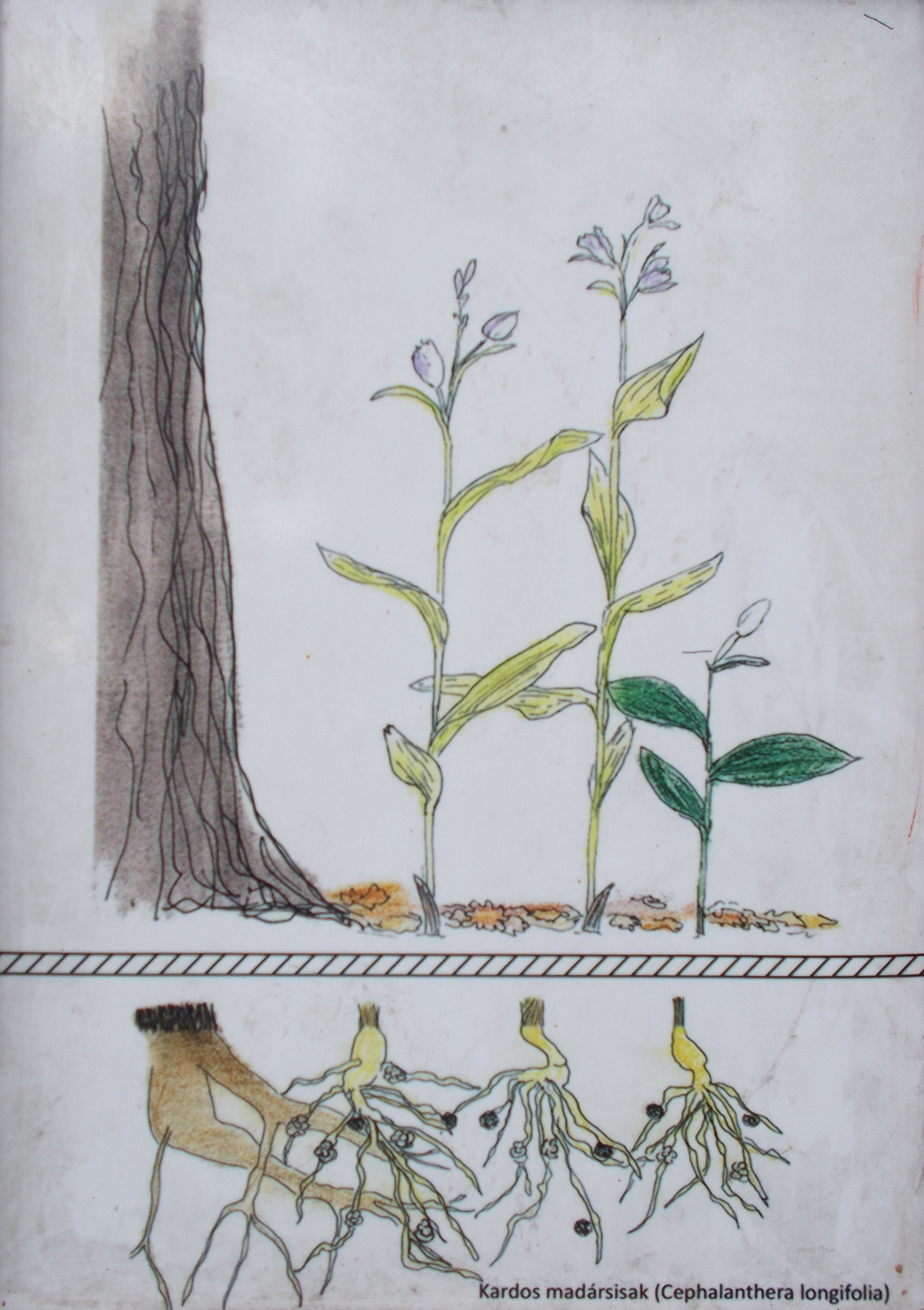
Relations mycohétérotrophes de la Céphalanthère à feuilles étroites.

L'installation d'une plante est longue et plusieurs années peuvent séparer le stade protocorme du stade reproductif. Cephalanthera longifolia, à l'instar de l'ensemble des orchidées, est en symbiose avec plusieurs champignons afin de pallier l'absence de réserve des graines et de permettre l'initiation de la germination ainsi que le développement de la plantule. Les semis dépendent entièrement des champignons qui colonisent leurs cellules et les approvisionnent en sève élaborée, sève qu'ils puisent eux-mêmes auprès des arbres dont ils sont les symbiontes : c'est la mycohétérotrophie. Une étude britannique publiée en 2008 a porté sur le développement de C. longifolia dans des forêts du pays de Galles durant trois années. Ses résultats montrent une germination des graines de 63 % et un développement de moins de 1 % des plantules. La plante avait de nombreux symbiontes, plus diversifiés lors du développement photosynthétique que lors de la germination et du développement de la plantule. Lors des stades juvéniles, il s'agissait essentiellement de Thelephoraceae telles que les Tomentella.
La Céphalanthère à feuilles étroites, contrairement à la majorité des Orchidées, perpétue ce mode d'alimentation au-delà du développement de sa plantule alors qu'elle effectue la photosynthèse. Elle est mixotrophe : les deux tiers de son alimentation provenant de la photosynthèse, un tiers provenant de la mycohétérotrophie. C'est pourquoi l'espèce est capable de survivre dans des sous-bois particulièrement sombres. Des plants albinos non-chlorophylliens peuvent être exceptionnellement observés ; complètement viables et ayant les mêmes capacités de croissance que les plants chlorophylliens, ils sont entièrement mycohétérotrophes. Contrairement à d'autres Orchidées européennes, C. longifolia n'est pas associée à des Rhizoctonia mais à des Thelephorales et des Helotiales ainsi qu'à de nombreuses autres espèces, y compris des Agaricomycetes tels que Tricholoma scalpturatum. L'espèce ne peut survivre sans ses symbiontes, d'où la difficulté de sa culture in vitro et même in situ,,.

### Fécondation et pollinisation

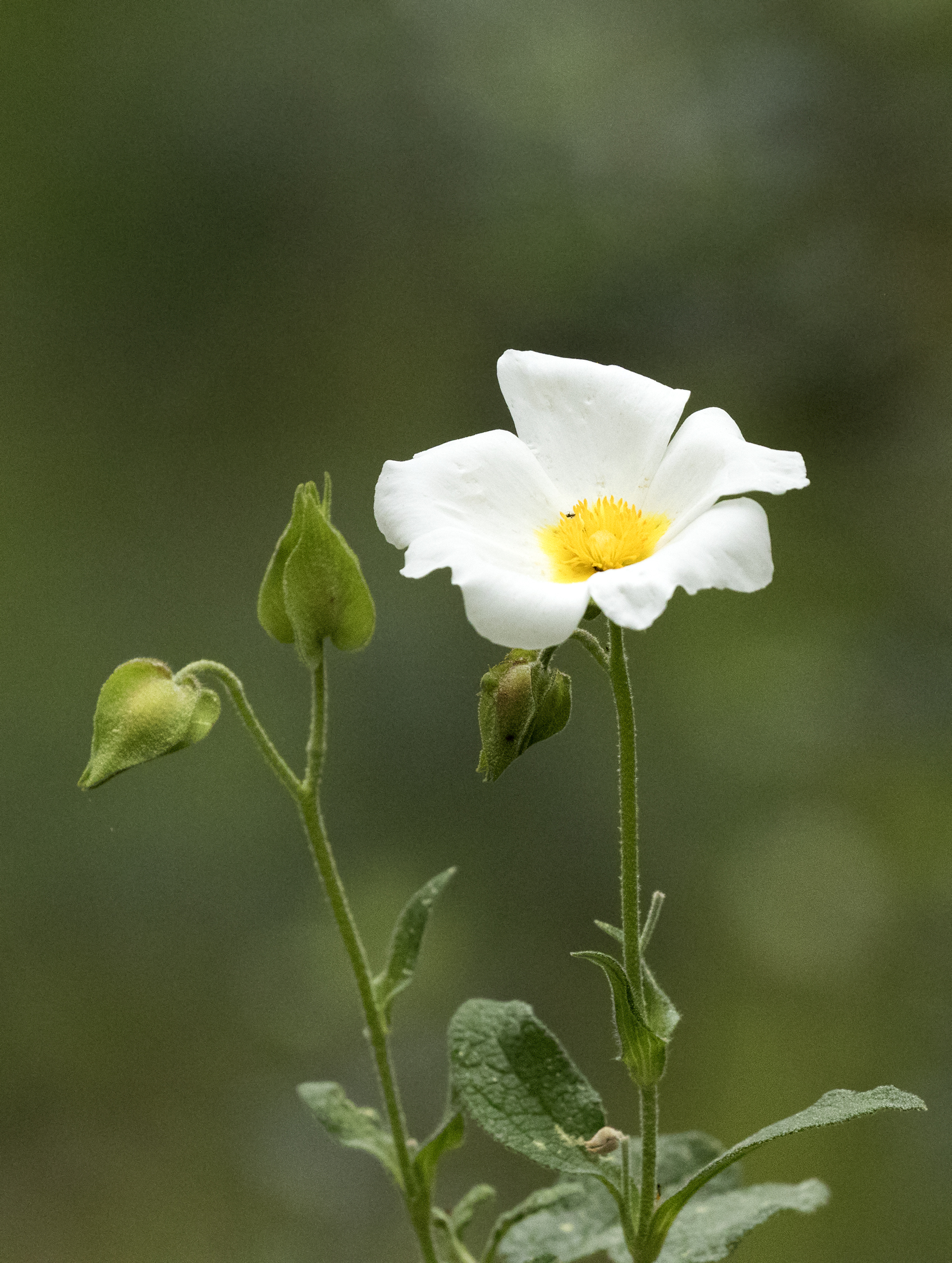
Cistus salviifolius, fleur mimée par C. longifolia.

Les taches et les papilles jaunes à orangées du labelle, qui ne produit pas de nectar, sont des leurres qui miment du pollen. Plus spécifiquement, il semble que ce soit un mimétisme batésien du pollen de Cistus salviifolius, le Ciste à feuilles de sauge, une plante abondante du bassin méditerranéen. Les fleurs ont une couleur analogue mais réfléchissent les ultra-violets d'une façon différente. Même si C. longifolia peut se passer de Cistus salviifolius à ses côtés, sa répartition étant bien plus large, l'espèce est plus efficacement pollinisée en sa présence,.
Le parfum de C. longifolia est principalement composé de cis-β-farnesene (5,04 %), pentadecane (48,94 %) et heptadécane (3,83 %), ainsi que de quelques esters et aldéhydes. Il semble que, contrairement aux autres espèces européennes de Céphalanthères, ce parfum joue un rôle dans l'attraction des insectes pollinisateurs.
La pollinisation de la Céphalanthère à longue feuille est assez rarement observée. Seules certaines abeilles solitaires du genre Halictus, telles que Halictus smeathmanellus et H. politus, ainsi que du genre Lasioglossum, semblent être capables de polliniser la fleur,,. Au nord de l'aire de répartition conjointe avec C. salviifolius, l'espèce semble avoir une pollinisation plus généraliste, dépendant moins de ses insectes spécifiques tout en étant plus hasardeuse et moins efficace,.

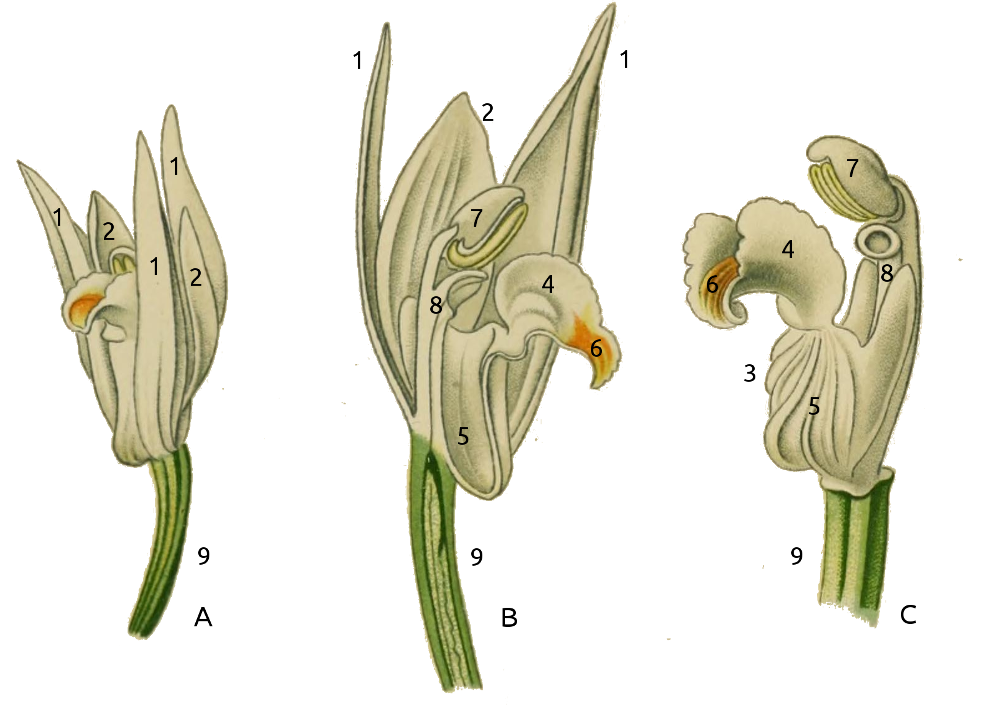
Diagramme floral de Cephalanthera longifolia. Légende : A) Fleur entière ; B) Coupe longitudinale ; C) Fleur sans pétales ni sépales ; 1) sépales ; 2) pétales ; 3) labelle ; 4) épichile ; 5) hypochile ; 6) papilles ; 7) anthères et pollinies ; 8) stigmate ; 9) ovaire.

Attirée par le parfum de la fleur et le pseudo-pollen, l'abeille gratte de ses pattes avant les papilles jaunes à orangées du labelle. Comprenant qu'il n'y a rien, l'insecte recule, exécutant un mouvement en arc. Il touche alors le stigmate, reçoit un peu de colle stigmatique sur le dos du thorax puis heurte les pollinies des anthères qui se collent à leur tour. Après un repos d'une trentaine de secondes, l'insecte repart sans visiter les autres fleurs de la même plante. Lors d'une visite ultérieure, les pollinies toucheront le stigmate et féconderont l'ovule d'une autre fleur,,.
L'espèce est totalement allogame, la possibilité d'autofécondation ayant été expérimentalement exclue. La pollinisation entomophile est par conséquent indispensable à la fécondation. Le taux de fructification varie de 0 % à 75 % avec une moyenne de 20 %, les résultats étant assez disparates et améliorés par la présence de Cistus salviifolius à proximité. Par comparaison, C. rubra, dont la fleur mime les Campanules, présente des populations à reproduction végétative et d'autres à reproduction sexuée, alors que C. damasonium présente une très forte homogénéité génétique due à une reproduction exclusivement autogame.

## Habitat et écologie

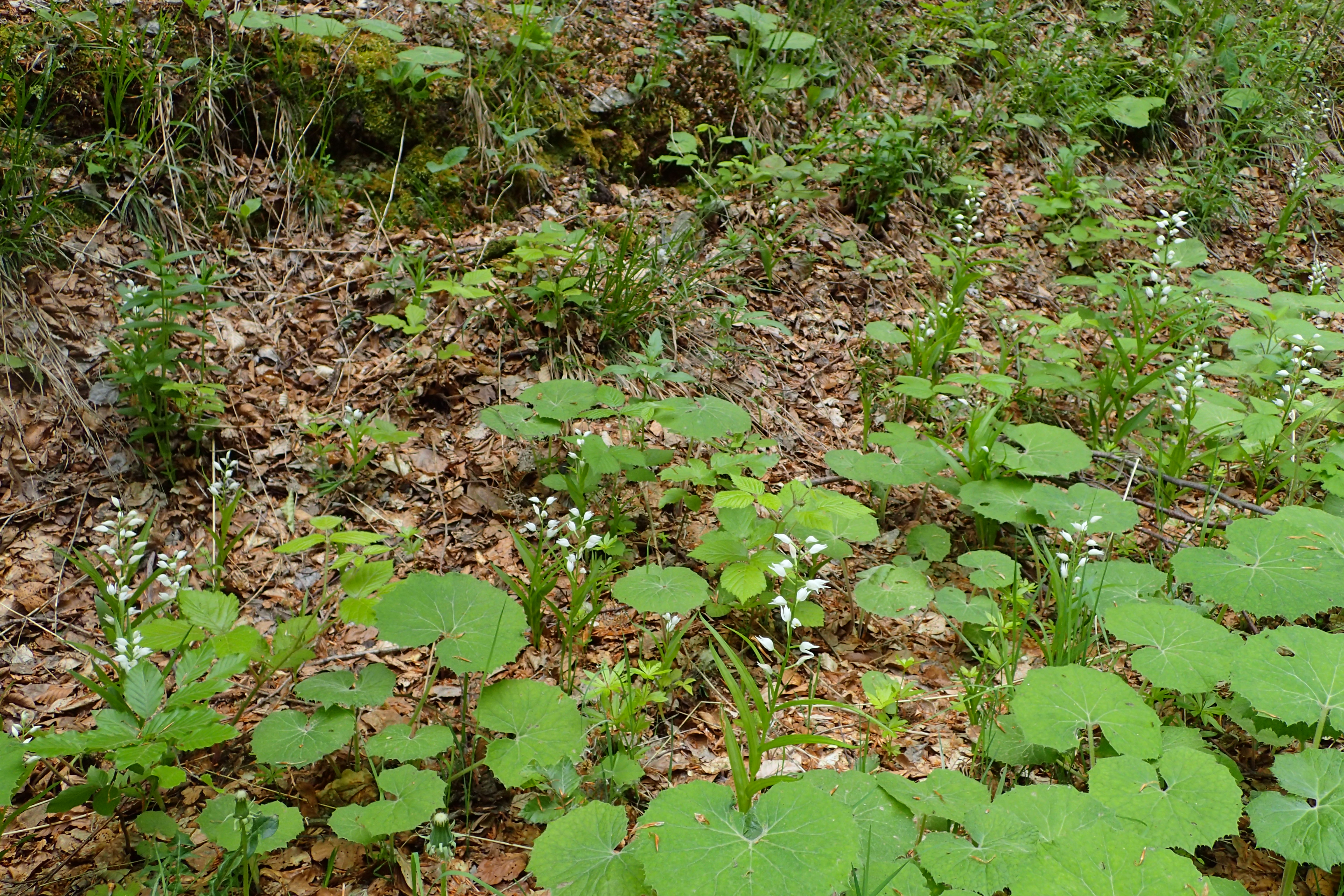
C. longifolia au sein d'une hêtraie calcicole en compagnie d'un Pétasite (Roumanie).

Cephalanthera longifolia est une plante de lumière, de demi-ombre ou d'ombre plutôt thermophile poussant dans les sous-bois, les ourlets forestiers et les prairies maigres. Elle affectionne les sols assez secs, le plus souvent basiques voire légèrement acides, sur texture drainante (limon, pierre ou argile décarbonatée) et montre une préférence nette pour le calcaire, voire le calcaire décalcifié sans pour autant dédaigner les roches volcaniques telles que le basalte,.
Cette espèce est présente en plaine, sur l'étage collinéen et sur l'étage montagnard inférieur jusqu'à 1 600 m, voire 1 800 m en Europe, et entre 1 000 et 3 600 m en Chine.
La Céphalanthère à feuilles étroites apprécie les chênaies de Chêne pubescent (Quercetalia pubescenti-petraea), les hêtraies-chênaies sèches à Charme commun (Carpinion betuli), ainsi que les hêtraies et hêtraies-sapinières sèches (Cephalantherio-Fagion, Asperulo-Fagetum) qui occupent souvent des milieux peu fertiles et difficiles d'accès sur sols caillouteux. L'espèce est alors bio-indicatrice d'une forêt ancienne et se rencontre fréquemment en compagnie d'autres Orchidées telles que Cephalanthera damasonium, C. rubra et Neottia  nidus-avis, ainsi que d'Hepatica triloba, Monotropa hypopitys, Melittis melissophyllum et Digitalis lutea,.

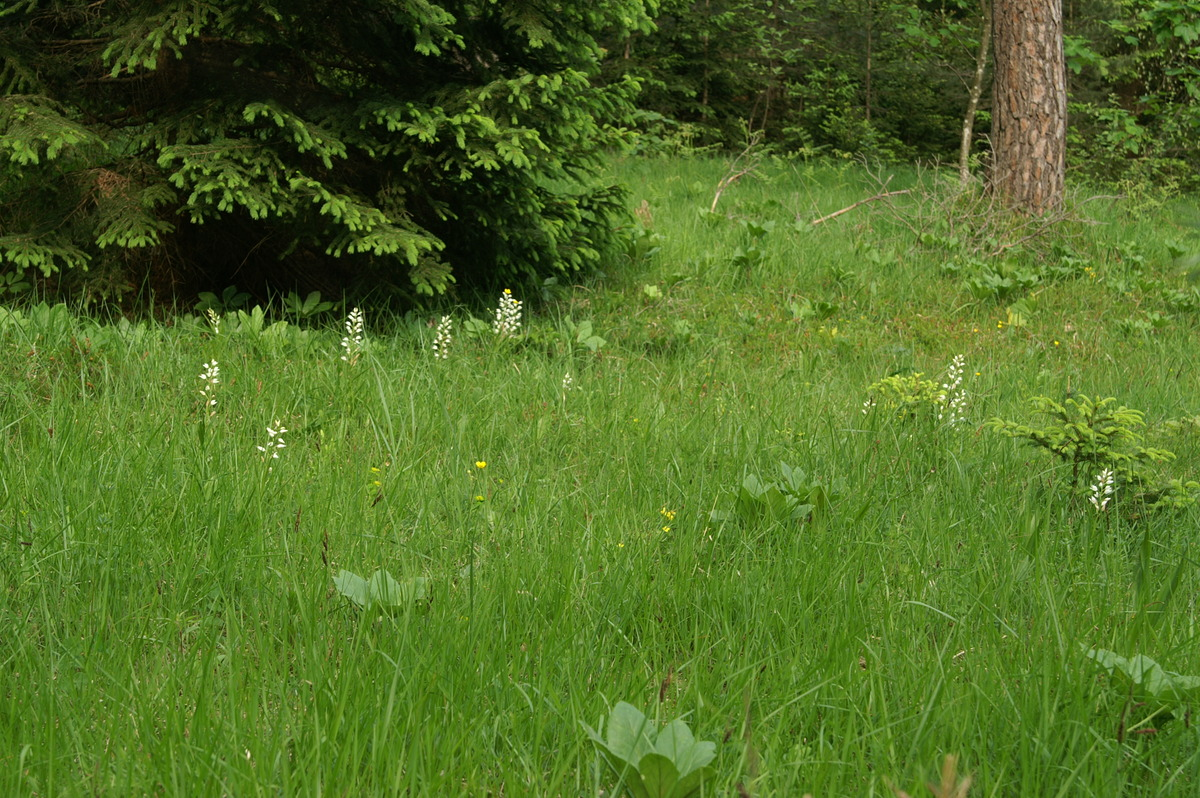
C. longifolia en situation de demi-ombre dans l'ourlet d'une forêt d'Épicéas (Slovénie).

Cependant, la Céphalanthère à feuilles étroites est également capable de se comporter en espèce pionnière en colonisant des stations perturbées : sur le bassin méditerranéen, elle apprécie les friches et forêts récemment incendiées ; en Belgique, d'anciennes carrières de sable et d'argile et de vieilles zones d'épandage de boue de curage ainsi qu'une voie de chemin de fer ; en France, les jeunes pinèdes sur les dunes du littoral atlantique où elle est abondante ; en Anatolie, parmi les jeunes plantations de noisetiers. Au Japon, l'espèce a colonisé des espaces fortement anthropisés comme des parcs urbains et des décharges, la présence de Pinaceae et de Fagaceae accompagnées de leur cortège de Telephoraceae ayant joué en sa faveur.

## Distribution

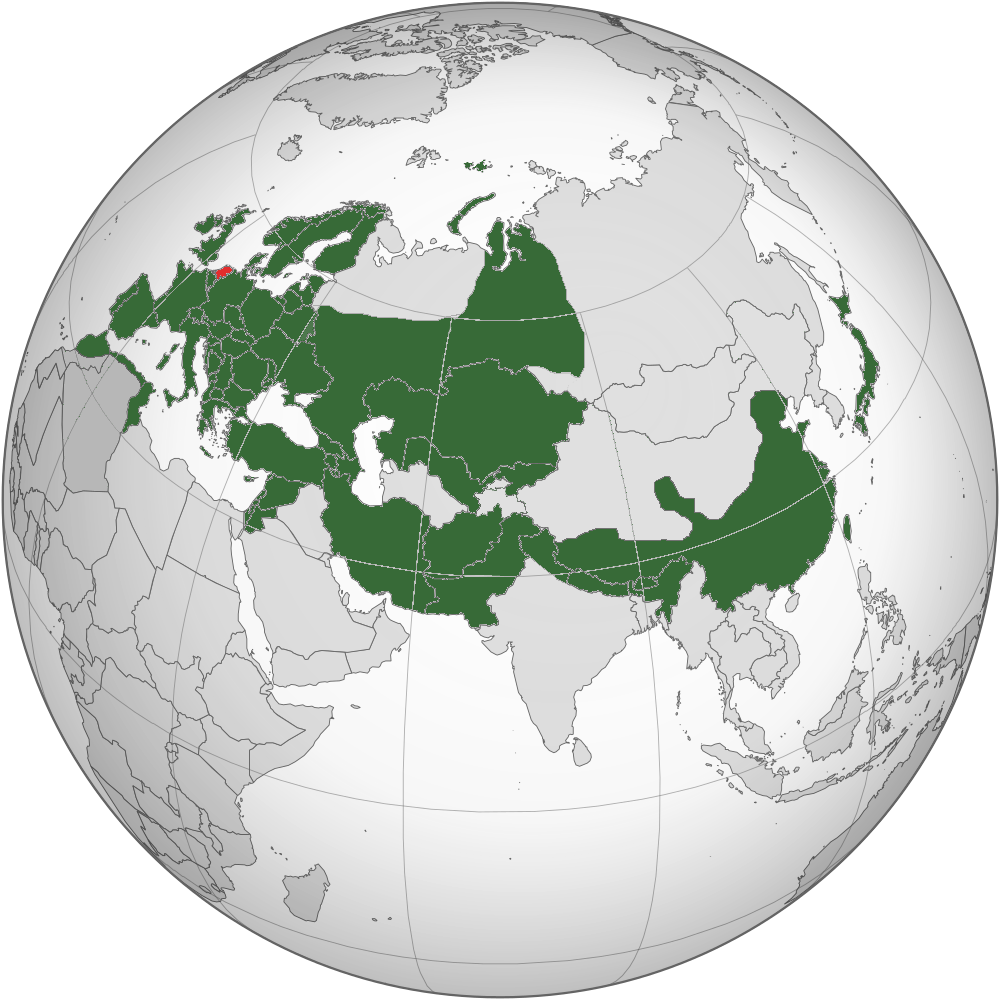
Aire de répartition de Cephalanthera longifolia
Présente
Éteinte (Pays-Bas)

La Céphalanthère à feuilles étroites est une espèce présente dans une grande partie de l'écozone paléarctique sous les climats tempéré, océanique et méditerranéen. Plus précisément, elle est présente en Europe à l'exception de l'extrême Nord et du Nord-Est, dans la péninsule anatolienne, au Proche-Orient, dans le Caucase, en Afrique du Nord, en Russie européenne et asiatique, au Pakistan, en Asie centrale, sur les contreforts de l'Himalaya, en Chine, à Taïwan et au Japon,, où elle est abondante.
Sa distribution française est dispersée : C. longifolia est généralement rare, quoique parfois localement abondante comme sur la côte atlantique, mais absente des départements bretons, normands et du Nord de la France,,. Elle est très rare en Belgique mosane et lorraine, disséminée au Luxembourg,. Elle est bien représentée en Suisse, où elle est répandue dans le Jura et le Chablais ; on la trouve aussi dans les vallées à foehn et sur les pentes calcaires du Tessin. Aux Pays-Bas, l'espèce est considérée comme éteinte.

## Menaces et conservation
Cette espèce présente deux faciès écologiques : un faciès pionnier méditerranéen et asiatique formant de belles populations et s'adaptant aux changements de son milieu, et un autre faciès formant des populations se raréfiant au sein des vieilles forêts primaires de l'Europe septentrionale. Dans cette dernière configuration, la Céphalanthère à feuilles étroites, dont le lent cycle biologique nécessite l'implantation préalable de nombreux autres organismes, est étroitement dépendante de la stabilité du milieu : les perturbations naturelles ou anthropiques telles que glissement de terrain, abroutissement des Cervidés, mauvaise gestion forestière ou agricole, cueillette et tourisme inconsidérés, sont autant de menaces pesant sur l'espèce,. La plante diminuant le nombre de ses fleurs lors d'un ombrage trop important, l'association britannique Plantlife préconise, sur les stations à préserver, un contrôle de la végétation des sous-bois par un débroussaillage ou un pâturage de fin d'été ainsi qu'un léger éclaircissage de la couverture forestière. Elle préconise aussi de favoriser les sources de nourriture pour les pollinisateurs potentiels afin de garantir des visites incidentes.
La Céphalanthère à feuilles étroites figure sur l'annexe B de la convention CITES au sein de l'Union européenne,.
En France, elle est évaluée en « préoccupation mineure » au niveau national et est protégée en article 1 au sein des régions ou ex-régions Bretagne, Champagne-Ardenne, Centre-Val de Loire, Picardie, Pays de la Loire. Elle est protégée en Belgique et au Luxembourg au niveau national, ainsi qu'en Suisse. Elle est considérée comme « vulnérable » au Royaume-Uni et « en danger » en Irlande. Cependant, elle est classée en « préoccupation mineure » (LC) à l'échelle européenne par l'Union internationale pour la conservation de la nature (UICN).